# أوبنهايمر (فلم)
أوبنهايمر (بالإنجليزية: Oppenheimer) هو فيلم سيرة ذاتية وإثارة ملحمي صدر سنة 2023، من كتابة وإنتاج وإخراج كريستوفر نولان، وهو مقتبس من كتاب السيرة الذاتية الحاصل على جائزة «بوليتزر» بروميثيوس الأمريكي الذي ألفه الكاتبان كاي بيرد ومارتن ج. شيروين. يروي الفيلم حياة عالم الفيزياء النظرية روبرت أوبنهايمر، وتركز القصة في الغالب على دراسات أوبنهايمر المبكرة، وإدارته لمشروع مانهاتن خلال الحرب العالمية الثانية، ثم فقده لحظوته بعد جلسة الاستماع الأمنية سنة 1954؛ إضافة لذلك الأحداث المحيطة بعلاقة أوبنهايمر مع لويس ستراوس، عضو هيئة الطاقة الذرية الأمريكية الذي كان يرى أوبنهايمر خصمًا له. الفيلم من بطولة كيليان مورفي بدور أوبنهايمر وروبرت داوني جونيور بدور ستراوس، إضافة إلى طاقم تمثيل يضم إيميلي بلنت، ومات ديمون، وفلورنس بيو، وجوش هارتنت، وكيسي أفليك، ورامي مالك، وكينيث براناه.
أُعلن الفيلم في شهر سبتمبر 2021 بعد حصول يونيفرسال بيكتشرز على حقوق النص الذي كتبه نولان، وذلك بعد انهيار العلاقة بين نولان وموزع أفلامه وارنر برذرز بيكتشرز. كان كيليان مورفي أول من تم التعاقد معه، لتأدية دور أوبنهايمر في شهر أكتوبر من نفس العام، مع انضمام آخرين لفريق التمثيل بين نوفمبر 2021 وأبريل 2022. بدأ الإعداد لبداية الإنتاج في يناير 2022، ثم بدأ التصوير من فبراير إلى مايو. تم تصوير أوبنهايمر بمزيج من فيلم آيماكس 65 ملم و65 ملم ذي صيغة كبيرة. الفيلم هو أول أفلام نولان منذ أرق (2002) يُصَنَّف آر-ريستريكتد. مثل أعماله السابقة، استخدم نولان المؤثرات العملية على نطاق واسع وقليلًا جدًا من الصور منشأة بالحاسوب.
عرض أوبنهايمر لأول مرة في باريس بتاريخ 11 يوليو 2023، وأُصدر في الولايات المتحدة بتاريخ 21 يوليو من نفس الشهر من قِبل شركة يونيفرسال بيكتشرز. تزامن إصداره مع إصدار فيلم باربي مما أدّى إلى ظاهرة «باربينهايمر» على وسائل التواصل الاجتماعي، مما شجع الجمهور على مشاهدة كلا الفيلمين. حقق الفيلم أكثر من 976 مليون دولار في جميع أنحاء العالم بميزانية إنتاج تبلغ 100 مليون دولار، ليصبح ثالث أعلى الأفلام ايرادات في 2023 وأعلى فيلم متعلق بالحرب العالمية الثانية تحقيقًا للإيرادات، وأعلى فيلم سيرة ذاتية تحقيقًا للإيرادات، وثاني أعلى فيلم مصنف للبالغين تحقيقًا للإيرادات على الإطلاق وقت عرضه. حصل الفيلم على إشادة هائلة من النقاد، مع ثناء خاص على فريق التمثيل، والسيناريو، والمرئيات.
حاز فيلم أوبنهايمر على العديد من الجوائز، ورُشِّح لثلاث عشرة جائزة في حفل توزيع جوائز الأوسكار السادس والتسعين، وفاز بسبع منها، منها أفضل فيلم، وأفضل مخرج (نولان)، وأفضل ممثل (مورفي)، وأفضل ممثل مساعد (داوني). كما فاز بخمس جوائز غولدن غلوب (منها أفضل فيلم درامي)، وسبع جوائز من الأكاديمية البريطانية للأفلام (منها أفضل فيلم)، واختاره المجلس الوطني للمراجعة ومعهد الفيلم الأمريكي كأحد أفضل تسعة أفلام لعام 2023.

## القصة
عام 1926 يكافح روبرت أوبنهايمر البالغ من العمر 22 عامًا مع الحنين إلى الوطن والقلق أثناء دراسته في مختبر كافنديش في كامبريدج تحت إشراف باتريك بلاكيت الذي يفرض ضغوطًا شديدة. يضع أوبنهايمر تفاحة مسمومة لبلاكيت يكاد العالم الزائر نيلز بور أن يأكلها قبل أن يمنعه أوبنهايمر. بعد أن يحصل على شهادة الدكتوراه في الفيزياء من جامعة غوتينغن في ألمانيا، حيث يعمل قليلًا مع فيرنر هايزنبرغ، يعود إلى الولايات المتحدة، مدفوعًا بغياب البحث في الفيزياء الكمية في بلده. يبدأ التدريس في جامعة كاليفورنيا، بيركلي، بالتزامن مع التفرغ لمعهد كاليفورنيا للتكنولوجيا. خلال رحلته، يقابل شخصيات مثل إرنست لورنس، الفائز بجائزة نوبل للسلام عام 1939 الذي يؤكد على التطبيقات العملية؛ جين تاتلوك، عضو في الحزب الشيوعي الأمريكي والتي تكون له علاقة رومانسية متقطعة حتى انتحارها النهائي؛ وزوجته المستقبلية كاثرين بوينينغ، عالمة أحياء وكانت عضوًا سابقًا في الحزب الشيوعي.
يجند الجنرال ليزلي غروفز أوبنهايمر لقيادة مشروع مانهاتن لتطوير قنبلة ذرية بعد أن يتأكد غروفز أنه ليس لديه تعاطفات شيوعية. يدفع أوبنهايمر (الذي هو يهودي) خصوصًا بفرضية أن النازيين يعملون حاليًا على برنامج للأسلحة النووية. يجمع فريق علمي في لوس ألاموس، نيو مكسيكو لإنشاء القنبلة بسرية، بهدف إنقاذ العالم على الرغم من الآثار العالمية المحتملة. في نقطة ما، يناقش هو وألبرت أينشتاين إمكانية نظرية مثل هذه القنبلة في تفجير تفاعل متسلسل يمكن أن يدمر العالم بأكمله.
عندما تستسلم ألمانيا في الحرب العالمية الثانية، يشكك بعض علماء المشروع في أهميته؛ ومع ذلك، يستمر المشروع على أي حال، ويُنَفَّذ اختبار ترينيتي بنجاح قبل مؤتمر بوتسدام. يقرر الرئيس هاري ترومان إلقاء قنابل ذرية على مدينتي هيروشيما وناغاساكي في اليابان. يؤدي استسلام اليابان إلى تمجيد أوبنهايمر بشكل علمي باعتباره «أبو القنبلة الذرية». يلتقي أوبنهايمر بالرئيس هاري ترومان وهو يعاني من الصدمة الناتجة عن الدمار الهائل الناجم عن القنابل. يراعي ترومان أن هذا الانزعاج ضعفًا ويبرئ أوبنهايمر من كل مسؤولية تجاه القنابل، لكن أوبنهايمر يحمل نفسه مسؤولًا.
يعارض أوبنهايمر التطور النووي المستقبلي، خاصة القنبلة الهيدروجينية من قبل زميله في مشروع مانهاتن إدوارد تيلر. ومع ذلك، تثير مواقفه جدلاً خلال الحرب الباردة المشددة مع الاتحاد السوفيتي. يثير ربطه المحتمل باليسار عبر انخراط شقيقه فرانك في الحزب الشيوعي في وقت سابق، وارتباطه بتاتلوك، شكوك الحكومة. يكره لويس ستراوس، عضو كبير في لجنة الطاقة الذرية الأمريكية، أوبنهايمر، معتبرًا أنه نمَّاق عليه أمام أينشتاين في محادثة شهد عليها ستراوس من بعيد، وكذلك لرفضه علنًا مخاوفه بشأن تصدير النظائر النووية. يستغل ستراوس روابط أوبنهايمر باليسار في جلسة استماع مصممة لإزاحته عن النفوذ السياسي، حيث يخونه تيلر وشركاء آخرون. ويُسْحَب ترخيص أمانه. تفضح الكشف العام عن روابطه المفترضة بالشيوعية وعلاقته بتاتلوك سقوطه من المجد ونهاية تأثيره كشخصية فكرية عامة. في جلسة استماع اللجنة الخاصة بتأكيد ستراوس ليصبح وزيراً للتجارة، يكشف تقني في المختبر المعدني السابق ديفيد هيل عن آراء ستراوس الشخصية المعادية لأوبنهايمر ودوره في هلاك أوبنهايمر. تصوت اللجنة ضد التأكيد (بما في ذلك رفض غير متوقع من جون إف كينيدي).
عام 1963، يتسلم أوبنهايمر جائزة إنريكو فيرمي من الرئيس ليندون بي. جونسون كإشارة منه لإعادة تأهيله بشكل سياسي. يُكشَف أن محادثته السابقة مع أينشتاين كانت ليست حول ستراوس، وإنما حول التداعيات البعيدة المنتظرة للأسلحة النووية. يتساءل أوبنهايمر ما إذا كان اختبار ترينيتي - والذي كان في حد ذاته إبداعه إلى حد كبير - بدأ "تفاعلًا متسلسلًا" من الأحداث قد يؤدي إلى نهاية العالم بالكامل.

## طاقم التمثيل
- كيليان مورفي بدور روبرت أوبنهايمر[4]
- إيميلي بلنت بدور كاثرين أوبنهايمر[5]
- مات ديمون بدور الجنرال ليزلي غروفز[6]
- روبرت داوني جونيور بدور لويس ستراوس[6]
- فلورنس بيو بدور جان تاتلوك[7]
- جوش هارتنت بدور إرنست لورنس[8][9]
- كيسي أفليك بدور بوريس باش[10]
- رامي مالك بدور ديفيد هيل[7]
- كينيث براناه بدور نيلز بور[11]
- بيني صفدي بدور إدوارد تيلر[7]
- دان ديهان بدور اللواء كينيث نيكولز[12]
- جيسون كلارك بدور روجر روب[13]
- ديفيد كرومهولتز بدور أيزيدور إسحق رابي[14]
- توم كونتي بدور ألبرت أينشتاين[15]
- ألدن إرينيرك بدور أحد مساعدي لويس ستراوس في مجلس الشيوخ[14][16]
- ديلان أرنولد بدور فرانك أوبنهايمر[17]
- جوزتاف سكارسجارد بدور هانز بيته[18]
- مايكل أنجارانو بدور روبرت سيربر[8]
- جاك كوايد بدور ريتشارد فاينمان[19]
- جوش بيك بدور كينيث بينبريدج[20]
- أوليفيا ثيرلبي بدور ليلي هورنيغ[21]
- كريستوفر دنهام بدور كلاوس فوكس[22]
- ديفيد ريسدال بدور دونالد هورنيج[23]
- لويز لومبارد بدور روث تولمان[24]
- هاريسون جيلبرتسون بدور فيليب موريسون[25]
- تروند فوسا أورفاج بدور جورج كستياكاوسكي[26]
- أولي هاسكيفي بدور إدوارد كوندون[17]
- ديفون بوستيك بدور سيث نيدرماير[27]
- ماثيو مودين بدور فانيفار بوش[28]
- ديفيد داستمالشيان بدور وليام بوردن[29]
- طوني غولدوين بدور غوردون غراي[30]
- ماكون بلير بدور لويد ك. غاريسون[31]
- كورت كوهلر بدور توماس مورغان[32][33]
- جيفرسون هول بدور هاكون شوفالييه[34][35]
- جوش زوكرمان بدور جوفاني روسي لومانيتز[36]
- أليكس وولف بدور لويس ألفاريز[37]
- جاي بيرنت بدور جورج التنتون[38]
- إيما دومون بدور جاكي أوبنهايمر[25]
- جاك كتمور-سكوت بدور ضابط الأمن ليال جونسون[31]
- سكوت جرايمز بدور مستشار[22]
- غاري أولدمان بدور هاري ترومان[39]
- هاب لورانس بدور ليندون جونسون[31]
- هاري جروينير بدور السيناتور غيل دبليو. ماكجي[31]
- جريجوري جبارة بدور الرئيس وارين ماغنوسون[31]
- تيم ديكاي بدور السيناتور جون باستوري[31]
- جيمس ريمار بدور وزير الحرب هنري ستيمسون[31]
- داني ديفيراري بدور إنريكو فيرمي[38]
- جيمس دارسي بدور باتريك بلاكيت[40]
- ماتيه هومان بدور ليو زيلارد[41]
- ماتياس شفيغوفر بدور فيرنر هايزنبيرغ[42][43]
- جيمس أوربانياك بدور كورت غودل[31]
- روي كين بدور هارتلاند سنايدر[44]

## الإنتاج

### الكتابة
أوبنهايمر هو أول نص كتبه كريستوفر نولان بصيغة المتكلم، لأنه أراد نقل السرد من منظور أوبنهايمر. كما أنه اختار عن عمد التبديل بين المشاهد الملونة والأبيض والأسود، موضحًا أنه يريد نقل الفيلم من منظور موضوعي وشخصي. رغبًا في جعل الفيلم ذاتيًا قدر الإمكان، كان على فريق الإنتاج أن يتخيل تصورات أوبنهايمر للعالم الكمومي وموجات الطاقة. بدأ نولان بمحاولة العثور على "الخيط الذي يربط عالم الكم، واهتزاز الطاقة، ورحلة أوبنهايمر الشخصية" وسعى إلى تصوير الصعوبات في حياته، لا سيما فيما يتعلق بحياته الجنسية. على هذا النحو، أراد نولان تصوير علاقته بصراحة مع جان تاتلوك. بالإضافة إلى ذلك، كان مستوحى أيضًا من مخاوفه من المحرقة النووية، حيث عاش خلال حملة نزع السلاح النووي والاحتجاجات المناهضة للأسلحة النووية في غرينهام كومون، مشيرًا إلى أنه "في حين أن علاقتنا بهذا الخوف قد انحسرت مع مرور الوقت، لم يختف التهديد بحدذاتة"، في حين أن الغزو الروسي لأوكرانيا عام 2022 قد تسبب في عودة القلق النووي. وصفت إميلي بلانت السيناريو بأنه "عاطفي" ويشبه أفلام الإثارة.

### التصوير
كانت مرحلة ما قبل الإنتاج قيد التنفيذ بحلول يناير 2022 في نيو مكسيكو، حيث اُسْتُدْعِي الطاقم لمدة يومين في سانتا في ولوس ألاموس لتجربة أداء للعب دور السكان المحليين والأفراد العسكريين والعلماء. تم إجراء إستدعاء أخر في فبراير. بدأ التصوير في أواخر فبراير 2022، مع وجود هويت فان هويتما كمصور سينمائي. قال غاري أولدمان إنه سيكون جاهزًا ليوم واحد من التصوير في مايو "مشهد واحد، صفحة ونصف". كما صورت فلورا ابنة نولان الكبرى مشهدًا لعبت فيه دور امرأة شابة في انفجار كجزء من رؤية أوبنهايمر. كانت نيته في تضمين المشهد إيصال أن "النقطة المهمة هي أنه إذا قمت بإنشاء القوة التدميرية المطلقة، فسوف تدمر أيضًا أولئك القريبين منك والأعزاء عليك" وشعر أن القيام بذلك هو أفضل طريقة للتعبير عنها.
استخدم الفيلم مزيجًا من نسق آيماكس بحجم 65 مم و 65 مم. كما أنه أول فيلم يصور أقسامًا بنسق آيماكس بالأبيض والأسود. في الأسبوع الثاني من أبريل، تم التصوير في معهد الدراسات المتقدمة في برينستون، نيو جيرسي. تم التصوير أيضًا في ولاية كاليفورنيا، بشكل أساسي حول حرم جامعة كاليفورنيا، بيركلي. اختتم التصوير في مايو 2022.
تضمن التصوير استخدام متفجرات حقيقية لإعادة إنشاء اختبار ترينيتي النووي، وتجنب استخدام الرسومات التي تم إنشاؤها بواسطة الكمبيوتر. تم إنشاء مجموعة خاصة باستخدام البنزين والبروبان ومسحوق الألمنيوم والمغنيسيوم. أثناء استخدام المنمنمات للتأثير العملي، أشار إليها مشرف المؤثرات الخاصة في الفيلم سكوت آر فيشر باسم "الشخصيات الكبيرة"، حيث حاول الفريق جعل النماذج كبيرة بقدر الإمكان. كما بُنِيَت بلدة على طراز الأربعينيات من الصفر للفيلم.

### الموسيقي
قام لودفيغ غورانسون بتأليف موسيقى للفيلم، بعد القيام بذلك لفيلم نولان السابق، عقيدة. ظهرت موسيقي غورانسون في مقطع دعائي للفيلم في 8 مايو 2023. تم عرضه أيضًا في عرض الافتتاح الحصري لمدة خمس دقائق لشركة يونيفرسال بيكتشرز في 13 يوليو.

## التسويق
تم إصدار العرض التشويقي الأول لفيلم أوبنهايمر في 28 يوليو 2022، واحتوى على عدٍّ تنازلي مباشر حتى الساعة 5:29 صباحًا (بتوقيت المنطقة الزمنية الجبلية) في 16 يوليو 2023، وهو الذكرى الـ78 لأول تفجير لسلاح نووي؛ وقد عُرض هذا الإعلان لأول مرة في صالات عرض فيلم لا قبل أن يُنشر لاحقًا على حسابات شركة يونيفرسال على مواقع التواصل الاجتماعي.
علّقت مجلة إمباير على الإعلان التشويقي واصفةً إياه بأنه مثال نموذجي على أسلوب كريستوفر نولان: «مادة ذهنية، قاتمة، وتحمل شعورًا حقيقيًا بالثقل».
في ديسمبر 2022، تم عرض إعلانَين جديدين قبل عرض فيلم أفاتار: درب المياه، أحدهما كان حصريًا لصالات آيماكس، والآخر عُرض في باقي صيغ العرض. وقد تم لاحقًا إصدار الإعلان الثاني على الإنترنت.
في مايو 2023، تم عرض الإعلان الرسمي الرئيسي لأول مرة خلال العروض التمهيدية لفيلم حراس المجرة 3. ثم تم طرحه للجمهور في 8 مايو 2023، إلى جانب ملصق سينمائي رسمي للفيلم.

## الإطلاق
صدر الفيلم في 21 يوليو 2023 بواسطة يونيفرسال بيكتشرز في مقياس آيماكس، 70 ملم و35 ملم. بالنظر إلى ميزانية الفيلم وتكاليف التسويق، صرحت فارايتي أن الفيلم سيحتاج إلى ما لا يقل عن 400 مليون دولار في جميع أنحاء العالم لتحقيق ربح.

## الاستقبال

### شباك التذاكر
حقق فيلم أوبنهايمر إيرادات بلغت 330.1 مليون دولار في الولايات المتحدة وكندا و645.9 مليون دولار في مناطق أخرى، بإجمالي عالمي بلغ 976 مليون دولار؛ منها 190 مليون دولار جاءت من شاشات عرض آيماكس وحدها. وهو ثالث أعلى فيلم مصنف للبالغين تحقيقًا للإيرادات على الإطلاق بعد فيلم جوكر (2019) وفيلم ديدبول وولفرين (2024). في سبتمبر 2023، أصبح أوبنهايمر أعلى فيلم سيرة ذاتية تحقيقًا للإيرادات على الإطلاق، متجاوزًا فيلم بوهيميان رابسودي (2018). بحلول أغسطس 2023، أصبح فيلم أوبنهايمر أعلى فيلم ربحًا على الإطلاق دون الوصول إلى المركز الأول في شباك التذاكر المحلي، على الرغم من أنه في عطلة نهاية الأسبوع السادسة تصدر شباك التذاكر العالمي بإجمالي 38.12 مليون دولار، متجاوزًا باربي لأول مرة. وهو أيضًا الفيلم الأكثر ربحًا المتعلق بالحرب العالمية الثانية، متجاوزًا دونكيرك (2017)، وهو أيضًا فيلم من إخراج نولان.بالإضافة إلى ذلك، أصبح أوبنهايمر واحدًا من أعلى خمسة إصدارات IMAX ربحًا، حيث حقق 183 مليون دولار (حوالي 20% من إجمالي إيراداته)، أكثر من 17 مليون دولار منها تم ربحها من 30 شاشة تعرض نسخ IMAX 70 مم. تم حجز الفيلم لإعادة عرضه في دور عرض IMAX في 3 نوفمبر، بما في ذلك ست نسخ IMAX 70 مم، حيث أفادت هذه المسارح ببيعها بالكامل خلال الإصدار الأولي. وقدرت شركة "ديدلاين هوليوود" صافي ربح الفيلم بـ201.9 مليون دولار، عند احتساب جميع النفقات والإيرادات.

### الاستقبال النقدي
حظي فيلم أوبنهايمر بإشادة نقدية واسعة. فقد أثنى النقاد بشكل رئيسي على السيناريو، وأداء طاقم التمثيل، والجوانب البصرية للفيلم. وغالبًا ما صُنّف ضمن أفضل أفلام كريستوفر نولان، وواحدًا من أفضل أفلام عام 2023، على الرغم من توجيه بعض الانتقادات إلى وتيرة السرد (خصوصًا في النصف الثاني من الفيلم) وطريقة كتابة الشخصيات النسائية.
على موقع تجميع المراجعات روتن توميتوز، جاءت 93٪ من مراجعات 508 نقاد إيجابية، مع متوسط تقييم بلغ 8.6 من 10. وينصّ الإجماع النقدي للموقع على أن: «أوبنهايمر يمثل إنجازًا مشوقًا آخر لكريستوفر نولان، يستفيد من الأداء القوي لميرفي والمؤثرات البصرية المذهلة.»
أما موقع ميتاكريتيك، الذي يعتمد على متوسط موزون، فقد منح الفيلم درجة 90 من 100 استنادًا إلى مراجعات 69 ناقدًا، مشيرًا إلى «إشادة عالمية». وقد منح الجمهور الذي استُطلِع عبر سينماسكور الفيلم درجة «A» على مقياس من A+ إلى F، فيما منحه جمهور بوست تراك تقييمًا إيجابيًا عامًا بنسبة 93٪، وقال 74٪ منهم إنهم سيُوصون بمشاهدته بالتأكيد.

## الجوائز
- جائزة أفضل دراما في مهرجان جوائز غولدن غلوب الـ (81)(2024).[68][69]
- الجائزة الرئيسية - الممنوحة من نقابة المخرجين الأميركية - 2024.[70]
- جائزة أفضل فيلم - الممنوحة من الأكاديمية البريطانية لفنون السينما والتلفزيون بافتا للعام 2024.[71]
- جائزة أفضل فيلم - في حفل توزيع جوائز ويثمث
- جائزة الأوسكار لأفضل فيلم سنة 2023.[72]

## وصلات خارجية
- الموقع الرسمي
- مقالات تستعمل روابط فنية بلا صلة مع ويكي بيانات

لا توجد روابط لمواقع التواصل الاجتماعي.